# Algernon Keith-Falconer (9e comte de Kintore)
Algernon Hawkins Thomond Keith-Falconer, 9e comte de Kintore, Lord Inverurie (12 août 1852 - 3 mars 1930) est un homme politique britannique et gouverneur colonial. 

## Jeunesse et éducation
Né à Lixmount House, à Trinity, Édimbourg, Keith-Falconer est le fils aîné de Francis Keith Falconer, 8e comte de Kintore et de son épouse Louisa Madeleine, née Hawkins. Il fait ses études au Collège d'Eton et Trinity College, Cambridge. 

## Carrière politique
En 1880, Lord Kintore est élu député conservateur de Chelsea mais succède à son père en 1880 et entre à la chambre des lords. Il est nommé premier whip du gouvernement à la Chambre des lords en 1885 et Lord-in-waiting de 1885 à 1886 et de 1895 à 1905. En 1886, il est nommé conseiller privé. En 1913, il est élu vice-président de la Chambre des lords. 

## Gouverneur de l'Australie du Sud
Lord Kintore est Gouverneur d'Australie-Méridionale entre 1889 et le 10 avril 1895. Il est fait Chevalier Grand-Croix de l'Ordre de Saint-Michel et Saint-Georges (GCMG) lors de sa nomination. Franc-maçon, il est également grand maître de la Grande Loge unie d'Australie du Sud pendant son mandat de gouverneur (1889-1895). 
Il est arrivé avec sa famille à Adélaïde en Australie-Méridionale le 11 avril 1889 à bord de l'Orient et est officiellement accueilli par l'administrateur, le juge en chef Samuel Way, qui démissionne plus tard de son poste de grand maître de la Grande loge en sa faveur. 

## Fin de carrière
Au début de 1901, Édouard VII lui demande de participer à une mission diplomatique spéciale pour annoncer l'accession au trône du roi aux gouvernements du Danemark, de la Suède et de la Norvège, de la Russie, de l'Allemagne et de la Saxe. 
Il est également Grand-Croix de l'Ordre de la Couronne d'Italie, 1re classe de l'Ordre de l'Aigle rouge de Prusse, Grand-Croix de l'Ordre militaire du Christ du Portugal et Grand-Croix de l'Ordre royal de l'Étoile polaire de Suède. 
Il est décédé le 3 mars 1930 à l'âge de 77 ans au 10 Park Place, St James Street, Londres, d'une bronchite aiguë et d'un abcès périurétral et est inhumé le 7 mars 1930 à Keith Hall, Inverurie, Aberdeen. 

## Famille
Lord Kintore épouse Sydney Charlotte Montagu (14 octobre 1851, Keith Hall, Inverurie, Aberdeen, 21 septembre 1932), deuxième fille de George Montagu (6e duc de Manchester), à St George's Hanover Square, Londres, le 14 août 1873. 
Son fils Arthur lui succède. La fille de Kintore, Ethel Sydney Keith-Falconer, épouse John Baird, 1er vicomte Stonehaven, et hérite finalement du comté. 

## Distinctions
- Commandeur grand-croix de l'ordre royal de l'Étoile polaire
- Grand-croix de l'ordre du Christ

## Héritage
Plusieurs localités sont nommées en son honneur : 
- Mt Kintore et la chaîne de Kintore, Territoire du Nord - nommé par William Tietkens lors de son expédition de 1889 [4]
- La ville de Kintore, Territoire du Nord dans la chaîne de Kintore
- Kintore, Australie occidentale, maintenant une ville fantôme, établie en 1897 près de Kalgoorlie. La mine d'or de Kintore a été découverte en 1895. Le comte Kintore a visité l'Australie-Occidentale à l'époque.

L'égernie de Kintore, Liopholis kintorei, un lézard australien, a été nommé en 1893 en son honneur . 